# 杜魯
14°18′N 3°26′W / 14.300°N 3.433°W
杜魯（法語：Dourou），是馬里的城鎮，位於該國中部，由莫普提區的邦賈加拉省負責管轄，面積617平方公里，海拔高度287米，2009年人口19,411，人口密度每平方公里31人。